# Lista över namnsdagar i Sverige i alfabetisk ordning/V-Ö
| Namnsdagsnamn i Sverige                                                                                           |
| --- |
| A · B · C · D · E · F · G · H · I · J · K · L · M · N · O · P · Q · R · S · T · U · V · W · X · Y · Z · Å · Ä · Ö |